# Athol (Idaho)
Pour les articles homonymes, voir Athol.
Athol est une ville du comté de Kootenai en Idaho, aux États-Unis.

## Démographie
| 1910 | 1920 | 1930 | 1940 | 1950 | 1960 |
| ---- | ---- | ---- | ---- | ---- | ---- |
| 81   | 180  | 116  | 120  | 226  | 214  |

| 1970 | 1980 | 1990 | 2000 | 2010 | - |
| ---- | ---- | ---- | ---- | ---- | - |
| 190  | 312  | 346  | 676  | 692  | - |